# Anogramma ascensionis
Espèce
Statut de conservation UICN

 CR B1ab(iii)+2ab(iii); D : 
En danger critique
Anogramma ascensionis est une fougère de la famille des Pteridaceae, endémique de l'Île de l'Ascension. Elle a été classée comme éteinte en raison de perturbations écologiques de son habitat, jusqu'à la découverte de quatre spécimens sur l'île en 2010. Plus de 60 spécimens ont alors été cultivés en laboratoire.